# 제18회 금마장
제18회 금마장의 시상식에 관한 내용이다.

## 수상 및 후보

### 작품상
- 가여아시진적 - 왕동 수상

### 감독상
- 서극 수상

### 남우주연상
- 가여아시진적 - 앨런 탐 수상

### 여우주연상
- 실비아 창 수상

### 남우조연상
- 왕각 수상

### 여우조연상
- 왕래 수상